# Janina Depping
Janina Depping (* 25. September 1978 in Hannover; † 14. August 2013 in Jena) war eine deutsche Rallyefahrerin. 

## Werdegang
Janina Depping, die Nichte des Rallyefahrers Dieter Depping, gewann 1997 die Damenwertung der Rallye San Remo. 1998 gewann sie die Nachwuchssichtung der RalliArt Germany und der Zeitschrift Rallye Racing, holte den 1. Platz in der Damenwertung der Rallye San Remo sowie diverse Einzelerfolge in einem von RalliArt vorbereiteten Mitsubishi Carisma EVO IV Gruppe N. 1999 erreichte sie diverse Einzelerfolge in der Deutschen Rallye-Meisterschaft auf einem Ford Escort Cosworth Gruppe A und einen 2. Platz beim Berlin-Emmeloord-Cup, außerdem einen Gesamtsieg bei der Hunsrück-Junior-Rallye 1999 mit einem Proton Wira Gruppe N. Ebenfalls 1999 nahm sie an der Deutschen Rallyemeisterschaft auf einem Proton Wira Gruppe N teil. Im Jahr 2000 erreichte sie diverse Einzelerfolge bei der Deutschen Rallycross-Meisterschaft und der Rallycross-Trophy 2001. 
2003 stieg sie mit einem neu aufgebauten Mitsubishi Carisma EVO VII Gruppe N in die Deutsche Rallyemeisterschaft sowie die Deutschen Rallye Challenge 2003 ein. 2004 fuhr sie mit einem Mitsubishi Carisma Evo VII die Deutsche Rallye-Meisterschaft. 2006 erreichte sie in der Deutschen Rallye Serie den 2. Platz in der Privatfahrerwertung. 2007 nahm sie nochmals an der Deutschen Rallye-Meisterschaft und der Deutschen Rallye Serie teil.
Bei der 54. Wartburg-Rallye 2013 in Thüringen kam Depping am 10. August auf einer Wertungsprüfung zwischen Steinbach und Brotterode mit ihrem Wagen von der Straße ab und prallte gegen einen Baum. Deppings 29-jährige Beifahrerin, Ina Schaarschmidt aus Leubsdorf, starb noch am Unfallort, sie selbst erlitt schwere Verletzungen, denen sie einige Tage später erlag.
Depping war in den vergangenen Jahren Mitorganisatorin der Wedemark-Rallye; in der Folge ihres Todes wurde die für den 31. August 2013 geplante Rallye abgesagt. Mittlerweile trägt die Rallye den Namen Janinas Wedemark-Rallye.
Janina Depping lebte im niedersächsischen Bissendorf und arbeitete als Bürokauffrau. Zwei Wochen vor ihrem Tod heiratete sie den Rallyefahrer Marcus Hesse, mit dem sie seit 13 Jahren liiert war.